# Lepidura rubicunda
Lepidura rubicunda là một loài tò vò trong họ Ichneumonidae.